# John Trudell
John Trudell (ur. 15 lutego 1946 w Omaha, zm. 8 grudnia 2015 w Santa Clara County) – amerykański Indianin Santee, działacz społeczno-polityczny, poeta, pisarz, muzyk i aktor.
Pochodzący z Nebraski północnoamerykański Indianin z plemienia Dakotów Santee. Od najmłodszych lat buntownik, „artysta zaangażowany”, popularyzator kultury i obrońca praw tubylczych Amerykanów. W latach 1963–1967 uczestnik wojny wietnamskiej, w latach 1969–1971 jeden z przywódców indiańskiej okupacji Alcatraz (i rzecznik okupujących wyspę Indian Wszystkich Plemion). W latach 70. działacz i lider Ruchu Indian Amerykańskich (w tym od 1973 roku Dyrektor Krajowy AIM), obrońca indiańskich świętych miejsc (w tym Czarnych Gór), współpracownik Dennisa Banksa i Floyda Red Crow Westermana.
W lutym 1979 r. (krótko po tym, jak w geście protestu przeciwko łamaniu indiańskich traktatów i dyskryminacji Indian spalił publicznie flagę amerykańską), jego żona, teściowa i trójka dzieci zginęli w zagadkowym pożarze. Pod wpływem tej tragedii i spotkania z Jacksonem Browne’em Trudell zaczął wyrażać swe poglądy i uczucia w formie artystycznej – najpierw jako poeta i muzyk, a z czasem także jako aktor i pisarz.
Jest autorem oryginalnych nagrań, w których łączy swą zaangażowaną społecznie twórczość poetycką z tradycyjnymi indiańskimi motywami muzycznymi i współczesnym instrumentarium rockowym. Jego album Original A.K.A. Graffiti Man z 1986 roku Bob Dylan nazwał albumem roku.

## Dyskografia
- 1983 Tribal Voice
- 1986 Original A.K.A. Graffiti Man
- 1987...But This Isn’t El Salvador
- 1987 Heart Jump Bouquet
- 1991 Fables and Other Realities
- 1992 Child’s Voice: Children of the Earth
- 1992 A.K.A. Graffiti Man
- 1994 Johnny Damas & Me
- 1999 Blue Indians
- 2001 Descendant Now Ancestor
- 2001 Bone Days

## Filmografia
- 1989 Powwow Highway
- 1992 Na rozkaz serca (Thunderheart)
- 1993 Dark Blood
- 1996 Na zabójczej ziemi (On Deadly Ground)
- 1996 Krytyczna terapia (Extreme Measures)
- 1998 Sygnały dymne (Smoke Signals)
- 2002 A Thousand Guns
- 2003 Strażnik snów (Dreamkeeper)
- 2004 Sawtooth
- 2005 A Thousand Roads
- 2006 The Space Between All Things
- 2012 Dark Blood
- 2016 Buds
- 1992 Incydent w Oglala (Incident at Oglala, dokument)
- Filmy TV: Indianie na ekranie (2009), No More Smoke Signals (2008), Gonzo Utopia (2006), A Thousand Roads (2005), America’s Lost Landscape: The Tallgrass Prairie (2005), Trudell (2005), Lewis & Clark: The Journey of the Corps of Discovery (1997), The West (1996), The Way West (1995).